# 몬테르키
몬테르키(이탈리아어: Monterchi)는 이탈리아 토스카나주 아레초도에 있는 코무네이다. 피렌체에서 남동쪽 80km, 아레초에서 동쪽 20km 거리에 있다.

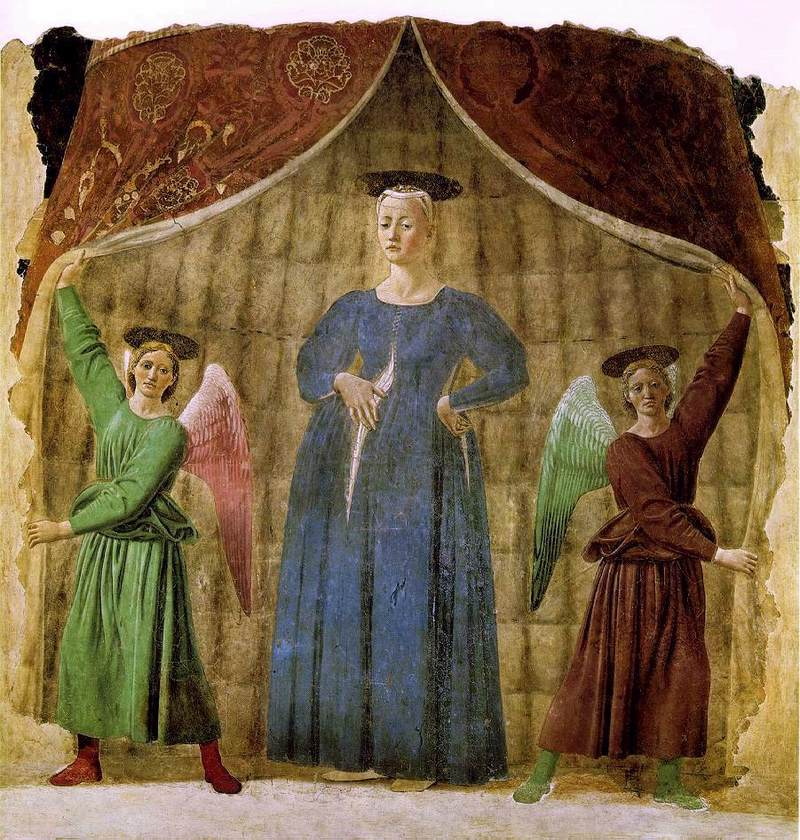
피에로 델라 프란체스카작의 《마돈나 델 파르토》.

몬테르키의 가장 유명한 관광 요소로는 피에로 델라 프란체스카가 그린 프레스코화 《마돈나 델 파르토》이며, 1992년-93년간의 수복 작업을 거친후 현재는 이 도시의 옛 초등학교에서 전시하고 있다. 이곳은 산타 마리아 디 모멘타나 (Santa Maria di Momentana) 채플의 벽으로 둘러쌓여있었고 이는 지난 세기에 발견되었다.